# Diplazon marakwetensis
Diplazon marakwetensis là một loài tò vò trong họ Ichneumonidae.